# Liste der Gymnasien in Thüringen
Die Liste der Gymnasien in Thüringen sammelt alle Gymnasien im Freistaat Thüringen.

## Einführung
Als Wurzel der heutigen Gymnasien kann man die mittelalterlichen und frühneuzeitlichen Lateinschulen betrachten. Sie bestanden in Thüringen vor allem in den großen Städten unter dem Dach der Kirche und ab dem 16. Jahrhundert auch in den Residenzstädten als landesherrliche Einrichtung. Die Gruppe dieser Schulen bildet einen Teil, aus dem heutige Gymnasien hervorgingen.
Als in der zweiten Hälfte des 19. Jahrhunderts die Städte wuchsen und die Industrie eine größere Zahl gut ausgebildeter Führungskräfte brauchte, setzte eine zweite Welle der Gymnasialgründungen ein, die auch neue Industriestädte ohne Residenz erfasste. Auf dem Land bestanden aber weiterhin keine Schulen, die zum Abitur führten. Dies änderte sich erst 1947, als die SMAD die Schullandschaft umstrukturierte und den Grundstein für das DDR-Bildungssystem legte, nun gab es auch in ländlichen Gemeinden vereinzelt Schulen, die zum Abitur führten. In der DDR nahm die Erweiterte Oberschule (EOS) den Platz des Gymnasiums ein. Zwar stand jetzt der Weg zum Abitur prinzipiell allen Schülern offen, ihre Zahl blieb aber auf Grund ökonomischer und politischer Restriktionen begrenzt.
Erst die politische Wende 1989/90 machte eine erneute Schulreform notwendig, die 1991 zur (Wieder-)Einführung des Gymnasiums in Thüringen führte. Damit einher ging die Bildungsexpansion, die in Westdeutschland bereits im Laufe der 1970er-Jahre stattfand, und nun auch in Thüringen für eine Abiturientenquote von knapp 40 % eines Jahrgangs sorgte. So wurden 1991 viele Gymnasien sowohl in den Städten wie auch auf dem Land gegründet. Mit dem drastischen Rückgang der Schülerzahlen insgesamt ab 2000 wurden viele Gymnasien auf dem Land wieder geschlossen und in den Städten zusammengelegt, sodass es beispielsweise in der kreisfreien Stadt Suhl nur noch ein einziges Gymnasium gibt. In Landgemeinden bestehen auch nur noch in Gerstungen, Großengottern, Kaltensundheim, Lengenfeld unterm Stein und Neudietendorf Gymnasien, wobei für einige dieser Schulen der „Bildungstourismus“ aus Hessen (wo es kaum Gymnasien, sondern meist Gesamtschulen gibt) eine erhebliche Rolle spielt.
Städte mit mehreren Gymnasien sind Erfurt (9), Jena (6), Weimar (4) und Gera (4). Jeweils drei Gymnasien gibt es in Altenburg, Eisenach und Gotha, jeweils zwei in Heiligenstadt, Ilmenau, Meiningen, Mühlhausen, Nordhausen und Saalfeld.
Spezifisch für die Struktur der Gymnasien in Thüringen ist der hohe Anteil an Spezialschulen mit sprachlicher, musischer, sportlicher oder naturwissenschaftlicher Eliteförderung (9). Dagegen ist sowohl die Anzahl der Gesamtschulen mit Gymnasialteil wie auch die Anzahl von kirchlichen (8) und privaten (2) Gymnasien gering.

## Liste
Als Gründungsjahr wird bei alten Schulen das Gründungsdatum der Lateinschule angenommen, bei neuen (ab Mitte 19. Jahrhundert) das Jahr, ab dem die Schule oder ihre Vorgänger erstmals zum Abitur führten. Die Angaben beziehen sich in der Regel auf die Angaben der Schulen auf ihren Internetseiten. Als Quelle der Schülerzahlen wurde die Schulstatistik des Kultusministeriums herangezogen.
| Gymnasium                                                                                       | Ort                               | Landkreis              | Gründung | Namenspate                                                          | Schülerzahl (SJ 22/23) | Bild            |
| ----------------------------------------------------------------------------------------------- | --------------------------------- | ---------------------- | -------- | ------------------------------------------------------------------- | ---------------------- | --------------- |
| Friedrichgymnasium                                                                              | Altenburg                         | Altenburger Land       | 1522     | Friedrich II. von Sachsen-Gotha-Altenburg                           | 531                    |                 |
| Lerchenberggymnasium                                                                            | Altenburg                         | Altenburger Land       | 1991     | Lerchenberg                                                         | 544                    | Bild gesucht BW |
| Spalatin-Gymnasium christliches ökumenisches Gymnasium                                          | Altenburg                         | Altenburger Land       | 2001     | Georg Spalatin                                                      | 384                    |                 |
| Bergschule                                                                                      | Apolda                            | Weimarer Land          | 1911     |                                                                     | 566                    |                 |
| Melissantes-Gymnasium Arnstadt                                                                  | Arnstadt                          | Ilm-Kreis              |          | Johann Gottfried Gregorii                                           | 708                    |                 |
| Marie-Curie-Gymnasium                                                                           | Bad Berka                         | Weimarer Land          |          | Marie Curie                                                         | 649                    | Bild gesucht BW |
| Kyffhäuser-Gymnasium                                                                            | Bad Frankenhausen                 | Kyffhäuserkreis        |          | Kyffhäuser                                                          | 495                    | Bild gesucht BW |
| Salza-Gymnasium                                                                                 | Bad Langensalza                   | Unstrut-Hainich-Kreis  |          | Salza                                                               | 693                    |                 |
| Christian-Gottlieb-Reichard-Gymnasium                                                           | Bad Lobenstein                    | Saale-Orla-Kreis       | 1947     | Christian Gottlieb Reichard                                         | 426                    | Bild gesucht BW |
| Staatliches Dr.-Sulzberger-Gymnasium Bad Salzungen                                              | Bad Salzungen                     | Wartburgkreis          | 1927     | Johann Christian Sulzberger                                         | 713                    |                 |
| Friedrich-Schiller-Gymnasium                                                                    | Bleicherode                       | Nordhausen             |          | Friedrich Schiller                                                  | 395                    | Bild gesucht BW |
| St.-Josef-Gymnasium                                                                             | Dingelstädt                       | Eichsfeld              | 1864     | Josef von Nazaret                                                   | 501                    |                 |
| Elisabeth-Gymnasium                                                                             | Eisenach                          | Wartburgkreis          | 1991     | Elisabeth von Thüringen                                             | 502                    |                 |
| Ernst-Abbe-Gymnasium                                                                            | Eisenach                          | Wartburgkreis          | 1843     | Ernst Abbe                                                          | 570                    |                 |
| Martin-Luther-Gymnasium evangelisches Gymnasium                                                 | Eisenach                          | Wartburgkreis          | 1185     | Martin Luther                                                       | 406                    |                 |
| Friedrich-Schiller-Gymnasium                                                                    | Eisenberg                         | Saale-Holzland-Kreis   | 1564     | Friedrich Schiller                                                  | 614                    |                 |
| Albert-Schweitzer-Gymnasium Gymnasium mit mathematisch-naturwissenschaftlichem Spezialschulteil | Erfurt-Rieth                      | Erfurt                 |          | Albert Schweitzer                                                   | 893                    |                 |
| Edith-Stein-Schule katholisches Gymnasium                                                       | Erfurt-Altstadt                   | Erfurt                 | 1991     | Edith Stein                                                         | 601                    |                 |
| Evangelisches Ratsgymnasium evangelisches Gymnasium                                             | Erfurt-Altstadt                   | Erfurt                 | 1561     | benannt nach dem Stadtrat, unter dessen Aufsicht es seit 1561 stand | 579                    |                 |
| Hannah-Arendt-Gymnasium                                                                         | Erfurt-Herrenberg                 | Erfurt                 | 2015     | Hannah Arendt                                                       | 482                    |                 |
| Heinrich-Hertz-Gymnasium                                                                        | Erfurt-Roter Berg                 | Erfurt                 | 1991     | Heinrich Hertz                                                      | 667                    |                 |
| Heinrich-Mann-Gymnasium                                                                         | Erfurt-Löbervorstadt              | Erfurt                 | 1421     | Heinrich Mann                                                       | 576                    |                 |
| Johann-Gutenberg-Gymnasium                                                                      | Erfurt-Andreasvorstadt            | Erfurt                 | 1991     | Johannes Gutenberg                                                  | 579                    |                 |
| Königin-Luise-Gymnasium                                                                         | Erfurt-Brühlervorstadt            | Erfurt                 | 1886     | Luise von Mecklenburg-Strelitz                                      | 604                    |                 |
| Pierre-de-Coubertin-Gymnasium Sportgymnasium                                                    | Erfurt-Löbervorstadt              | Erfurt                 | 1962     | Pierre de Coubertin                                                 | 447                    |                 |
| Perthes-Gymnasium                                                                               | Friedrichroda                     | Gotha                  | 1991     | Justus Perthes                                                      | 499                    |                 |
| Oskar-Gründler-Gymnasium                                                                        | Gebesee                           | Sömmerda               | 1991     | Oskar Gründler                                                      | 409                    |                 |
| Rutheneum seit 1608 Gymnasium mit Spezialschulteil für Musik                                    | Gera                              | Gera                   | 1608     | Reuß                                                                | 637                    |                 |
| Karl-Theodor-Liebe-Gymnasium                                                                    | Gera                              | Gera                   |          | Karl Theodor Liebe                                                  | 545                    |                 |
| Osterlandgymnasium                                                                              | Gera                              | Gera                   | 1994     | Osterland                                                           | 411                    |                 |
| Zabel-Gymnasium                                                                                 | Gera                              | Gera                   | 1911     | Auguste Henriette Zabel                                             | 570                    |                 |
| Philipp-Melanchthon-Gymnasium                                                                   | Gerstungen                        | Wartburgkreis          | 1947     | Philipp Melanchthon                                                 | 514                    |                 |
| Arnoldischule                                                                                   | Gotha                             | Gotha                  | 1876     | Ernst-Wilhelm Arnoldi                                               | 565                    |                 |
| Ernestinum                                                                                      | Gotha                             | Gotha                  | 1524     | Ernst I. von Sachsen-Gotha-Altenburg                                | 585                    |                 |
| Gustav-Freytag-Gymnasium                                                                        | Gotha                             | Gotha                  | 1991     | Gustav Freytag                                                      | 434                    | Bild gesucht BW |
| Ulf-Merbold-Gymnasium Greiz                                                                     | Greiz                             | Greiz                  | 1872     | Ulf Merbold                                                         | 520                    |                 |
| Friedrich-Ludwig-Jahn-Gymnasium                                                                 | Großengottern                     | Unstrut-Hainich-Kreis  | 1991     | Friedrich Ludwig Jahn                                               | 373                    |                 |
| Bergschule St. Elisabeth katholisches Gymnasium                                                 | Heilbad Heiligenstadt             | Eichsfeld              | 1991     | Elisabeth von Thüringen                                             | 556                    |                 |
| Johann-Georg-Lingemann-Gymnasium                                                                | Heilbad Heiligenstadt             | Eichsfeld              | 1581     | Johann Georg Lingemann                                              | 587                    |                 |
| Holzland-Gymnasium                                                                              | Hermsdorf                         | Saale-Holzland-Kreis   | 1991     | Thüringer Holzland                                                  | 342                    | Bild gesucht BW |
| Georgianum                                                                                      | Hildburghausen                    | Hildburghausen         | 1812     | Georg II. von Sachsen-Meiningen                                     | 600                    |                 |
| Freie Reformschule Franz von Assisi Gymnasiale Oberstufe                                        | Ilmenau                           | Ilm-Kreis              | 2009     | Franz von Assisi                                                    | 41                     | Bild gesucht BW |
| Goetheschule Gymnasium mit mathematisch-naturwissenschaftlichem Spezialschulteil                | Ilmenau                           | Ilm-Kreis              | 1920     | Johann Wolfgang von Goethe                                          | 770                    |                 |
| Gymnasium Am Lindenberg                                                                         | Ilmenau                           | Ilm-Kreis              | 1991     | Lindenberg                                                          | 655                    |                 |
| Adolf-Reichwein-Gymnasium                                                                       | Jena                              | Jena                   | 1914     | Adolf Reichwein                                                     | 413                    |                 |
| Angergymnasium                                                                                  | Jena                              | Jena                   | 1953     | Anger                                                               | 666                    |                 |
| Carl-Zeiss-Gymnasium Gymnasium mit mathematisch-naturwissenschaftlichem Spezialschulteil        | Jena                              | Jena                   | 1963     | Carl Zeiß                                                           | 465                    |                 |
| Christliches Gymnasium christliches ökumenisches Gymnasium                                      | Jena                              | Jena                   | 1994     |                                                                     | 518                    |                 |
| Ernst-Abbe-Gymnasium                                                                            | Jena                              | Jena                   | 1991     | Ernst Abbe                                                          | 625                    |                 |
| Sportgymnasium Johann Chr. Fr. GutsMuths                                                        | Jena                              | Jena                   |          | Johann Christoph Friedrich GutsMuths                                | 386                    |                 |
| Otto-Schott-Gymnasium                                                                           | Jena                              | Jena                   |          | Otto Schott                                                         | 547                    | Bild gesucht BW |
| Leuchtenburg-Gymnasium                                                                          | Kahla                             | Saale-Holzland-Kreis   | 1947     | Leuchtenburg                                                        | 379                    | Bild gesucht BW |
| Thüringisches Rhön-Gymnasium                                                                    | Kaltensundheim                    | Schmalkalden-Meiningen | 1991     | Rhön                                                                | 573                    | Bild gesucht BW |
| Prof.-Fritz-Hofmann-Gymnasium                                                                   | Kölleda                           | Sömmerda               | 1991     | Fritz Hofmann                                                       | 423                    | Bild gesucht BW |
| Dr.-Max-Näder-Gymnasium                                                                         | Königsee                          | Saalfeld-Rudolstadt    | 1991     | Max Näder                                                           | 395                    |                 |
| Gottfried-Wilhelm-Leibniz-Gymnasium                                                             | Leinefelde                        | Eichsfeld              |          | Gottfried Wilhelm Leibniz                                           | 576                    |                 |
| Käthe-Kollwitz-Gymnasium                                                                        | Lengenfeld unterm Stein           | Unstrut-Hainich-Kreis  |          | Käthe Kollwitz                                                      | 449                    | Bild gesucht BW |
| Evangelisches Gymnasium Meiningen evangelisches Gymnasium                                       | Meiningen                         | Schmalkalden-Meiningen | 2010     |                                                                     | 386                    |                 |
| Henfling-Gymnasium                                                                              | Meiningen                         | Schmalkalden-Meiningen | 1510     | Johann Ernst Henfling                                               | 577                    |                 |
| Lyonel-Feininger-Gymnasium                                                                      | Mellingen/Buttelstedt             | Weimarer Land          | 1991     | Lyonel Feininger                                                    | 597                    |                 |
| Veit-Ludwig-von-Seckendorff-Gymnasium                                                           | Meuselwitz                        | Altenburger Land       | 1947     | Veit Ludwig von Seckendorff                                         | 339                    |                 |
| Freie Ganztagsschule Milda Gymnasiale Oberstufe                                                 | Milda                             | Saale-Holzland-Kreis   | 2001     |                                                                     | 65                     | Bild gesucht BW |
| Evangelisches Gymnasium Mühlhausen evangelisches Gymnasium                                      | Mühlhausen                        | Unstrut-Hainich-Kreis  |          |                                                                     | 272                    |                 |
| Tilesius-Gymnasium                                                                              | Mühlhausen                        | Unstrut-Hainich-Kreis  | 1542     | Wilhelm Gottlieb Tilesius von Tilenau                               | 677                    |                 |
| Gymnasium Neuhaus am Rennweg                                                                    | Neuhaus am Rennweg                | Sonneberg              | 1991     |                                                                     | 463                    | Bild gesucht BW |
| Orlatal-Gymnasium                                                                               | Neustadt an der Orla              | Saale-Orla-Kreis       | 1991     | Orla                                                                | 332                    |                 |
| Von-Bülow-Gymnasium                                                                             | Nesse-Apfelstädt/ (Neudietendorf) | Gotha                  | 1953     | Frieda von Bülow und Margarethe von Bülow                           | 540                    |                 |
| Herder-Gymnasium                                                                                | Nordhausen                        | Nordhausen             | 1991     | Johann Gottfried Herder                                             | 832                    |                 |
| Wilhelm-von-Humboldt-Gymnasium                                                                  | Nordhausen                        | Nordhausen             | 1991     | Wilhelm von Humboldt                                                | 567                    |                 |
| Sportgymnasium Oberhof Sportgymnasium                                                           | Oberhof                           | Schmalkalden-Meiningen |          |                                                                     | 215                    |                 |
| Gleichense                                                                                      | Ohrdruf                           | Gotha                  | 1564     | Grafengeschlecht Gleichen                                           | 410                    | Bild gesucht BW |
| Gymnasium Am Weißen Turm                                                                        | Pößneck                           | Saale-Orla-Kreis       | 1925     | Weißer Turm                                                         | 506                    |                 |
| Klosterschule Roßleben privates Gymnasium mit Internat                                          | Roßleben                          | Kyffhäuserkreis        | 1554     | Kloster Roßleben                                                    | 389                    |                 |
| Fridericianum                                                                                   | Rudolstadt                        | Saalfeld-Rudolstadt    | 1611     | Johann Friedrich von Schwarzburg-Rudolstadt                         | 610                    |                 |
| Albert-Schweitzer-Gymnasium                                                                     | Ruhla                             | Wartburgkreis          | 1952     | Albert Schweitzer                                                   | 511                    |                 |
| Erasmus-Reinhold-Gymnasium                                                                      | Saalfeld                          | Saalfeld-Rudolstadt    |          | Erasmus Reinhold                                                    | 584                    |                 |
| Heinrich-Böll-Gymnasium                                                                         | Saalfeld                          | Saalfeld-Rudolstadt    | 1885     | Heinrich Böll                                                       | 554                    | Bild gesucht BW |
| Dr.-Konrad-Duden-Gymnasium Schleiz                                                              | Schleiz                           | Saale-Orla-Kreis       | 1656     | Konrad Duden                                                        | 486                    |                 |
| Hennebergisches Gymnasium „Georg Ernst“                                                         | Schleusingen                      | Hildburghausen         | 1577     | Georg Ernst von Henneberg und Grafschaft Henneberg                  | 457                    |                 |
| Seiler-Gymnasium                                                                                | Schlotheim                        | Unstrut-Hainich-Kreis  | 1991     | Zunft der Seilerei                                                  | 253                    | Bild gesucht BW |
| Philipp-Melanchthon-Gymnasium                                                                   | Schmalkalden                      | Schmalkalden-Meiningen | 1904     | Philipp Melanchthon                                                 | 770                    |                 |
| Roman-Herzog-Gymnasium                                                                          | Schmölln                          | Altenburger Land       |          | Roman Herzog                                                        | 356                    |                 |
| Albert-Schweitzer-Gymnasium                                                                     | Sömmerda                          | Sömmerda               | 1947     | Albert Schweitzer                                                   | 793                    | Bild gesucht BW |
| Geschwister-Scholl-Gymnasium                                                                    | Sondershausen                     | Kyffhäuserkreis        | 1829     | Geschwister Scholl                                                  | 357                    |                 |
| Hermann-Pistor-Gymnasium                                                                        | Sonneberg                         | Sonneberg              |          | Hermann Pistor                                                      | 632                    | Bild gesucht BW |
| Johann-Heinrich-Pestalozzi-Gymnasium                                                            | Stadtroda                         | Saale-Holzland-Kreis   | 1991     | Johann Heinrich Pestalozzi                                          | 396                    | Bild gesucht BW |
| Friedrich-König-Gymnasium Suhl                                                                  | Suhl                              | Suhl                   |          | Friedrich König                                                     | 548                    |                 |
| Johann-Gottfried-Seume-Gymnasium                                                                | Vacha                             | Wartburgkreis          | 1902     | Johann Gottfried Seume                                              | 565                    |                 |
| Salzmannschule Schnepfenthal Spezialgymnasium für Sprachen                                      | Waltershausen                     | Gotha                  | 1784     | Christian Gotthilf Salzmann                                         | 319                    |                 |
| Georg-Samuel-Dörffel-Gymnasium                                                                  | Weida                             | Greiz                  | 1991     | Georg Samuel Dörffel                                                | 436                    | Bild gesucht BW |
| Friedrich-Schiller-Gymnasium                                                                    | Weimar                            | Weimar                 | 1931     | Friedrich Schiller                                                  | 665                    |                 |
| Goethegymnasium früher Wilhelm-Ernst-Gymnasium                                                  | Weimar                            | Weimar                 | 1561     | Johann Wolfgang von Goethe                                          | 671                    |                 |
| Humboldt-Gymnasium                                                                              | Weimar                            | Weimar                 |          | Alexander von Humboldt und Wilhelm von Humboldt                     | 657                    |                 |
| Musikgymnasium Schloss Belvedere Musikgymnasium                                                 | Weimar                            | Weimar                 | 1872     | Schloss Belvedere                                                   | 100                    |                 |
| Marie-Curie-Gymnasium                                                                           | Worbis                            | Eichsfeld              | 1991     | Marie Curie                                                         | 536                    | Bild gesucht BW |
| Heinrich-Ehrhardt-Gymnasium                                                                     | Zella-Mehlis                      | Schmalkalden-Meiningen |          | Heinrich Ehrhardt                                                   | 346                    |                 |
| Friedrich-Schiller-Gymnasium                                                                    | Zeulenroda                        | Greiz                  | 1911     | Friedrich Schiller                                                  | 475                    |                 |